# Terzo sergente
Terzo sergente è un grado in vigore in alcune forze armate. Nelle forze armate di Singapore è il grado più basso tra i specialisti. Nelle forze armate di Singapore gli specialisti sono l'equivalente dei sottufficiali delle forze armate occidentali e del ruolo sergenti delle forze armate italiane. Il termine specialisti venne introdotto nel 1993 per una riclassificazione dei gradi. Come nella maggior parte delle forze armate gli specialisti costituiscono la spina dorsale dell'ordinamento militare e sono i supervisori della disciplina e del lavoro della truppa.
Il grado è in vigore anche nelle forze armate brasiliane.

## Singapore
| Codice NATO   | OR-5           | OR-6             | OR-7           | OR-8                | OR-9            |
| Mostrine      |                |                  |                |                     |                 |
| Grado         | Terzo sergente | Secondo sergente | Primo sergente | Sergente di squadra | Master sergeant |
| Abbreviazione | 3SG            | 2SG              | 1SG            | SSG                 | MSG             |

## Brasile

### Esercito
| Codice NATO | OR-5           | OR-6             | OR-7           |
| Mostrine    |                |                  |                |
| Grado       | Terzo sergente | Secondo sergente | Primo sergente |

### Marina militare
| Codice NATO | OR-5           | OR-6             | OR-7           |
| Mostrine    |                |                  |                |
| Grado       | Terzo sergente | Secondo sergente | Primo sergente |

### Aeronautica militare
| Codice NATO | OR-5           | OR-6             | OR-7           |
| Mostrine    |                |                  |                |
| Grado       | Terzo sergente | Secondo sergente | Primo sergente |